# Fronteras de Francia
Las fronteras de Francia son los límites internacionales que la República Francesa comparte con los estados soberanos vecinos. Francia tiene fronteras con 11 países, por un total de 4176 km para toda Francia y 2913 km para la Francia metropolitana.
En junio de 2015, el primer ministro italiano Matteo Renzi expresó repetidas afirmaciones sobre algunos de los picos más altos del territorio del macizo del Mont Blanc: Dôme du Goûter, Pointe Helbronner (Punta Helbronner) y el más alto, el propio Mont Blanc (Monte Blanco).

## Lista
Las longitudes de las fronteras que Francia comparte con diferentes países se enumeran a continuación. Las fronteras marítimas, como Canadá, no están incluidas.

### Francia metropolitana
Frontera oriental
| País       | Longitud   | Regiones limítrofes                                    |
| ---------- | ---------- | ------------------------------------------------------ |
| Bélgica    | 652/659 km | Hauts-de-France Gran Este                              |
| Luxemburgo | 73 km      | Gran Este                                              |
| Alemania   | 448 km     | Gran Este                                              |
| Suiza      | 573 km     | Borgoña-Franco Condado Auvernia-Ródano-Alpes Gran Este |
| Italia     | 515 km     | Auvernia-Ródano-Alpes Provenza-Alpes-Costa Azul        |
| Mónaco     | 4 km       | Provenza-Alpes-Costa Azul                              |
| Total      | 2 233 km   |                                                        |

Frontera suroeste
| País    | Longitud | Regiones limítrofes        |
| ------- | -------- | -------------------------- |
| España  | 623 km   | Nueva Aquitania, Occitania |
| Andorra | 57 km    | Occitania                  |
| Total   | 680 km   |                            |

### Francia de ultramar
| País                                         | Longitud | Departamento limítrofe |
| -------------------------------------------- | -------- | ---------------------- |
| Países Bajos                                 | 13 km    | San Martín             |
| Surinam                                      | 520 km   | Guayana Francesa       |
| Brasil                                       | 730 km   | Guayana Francesa       |
| Dependencia de Ross (Nueva Zelanda)          | N / A    | Tierra Adelia          |
| Territorio Antártico Británico (Reino Unido) | N / A    | Tierra Adelia          |
| Territorio Antártico Australiano (Australia) | N / A    | Tierra Adelia          |
| Tierra de la Reina Maud (Noruega)            | N / A    | Tierra Adelia          |
| Total                                        | 1263 km  |                        |